# Huertahernando
Huertahernando è un comune spagnolo di 60 abitanti situato nella comunità autonoma di Castiglia-La Mancia.